# Cometa Biela
El cometa Biela (designació oficial: 3D / Biela; (la D denota «desaparegut»)) va ser un cometa periòdic familiar de Júpiter registrat per primera vegada el 1772 per Montaigne i Messier, i finalment identificat com a periòdic el 1826 per Wilhelm von Biela. Posteriorment es va observar que es va dividir en dues parts, i ja no s'ha observat més des de 1852. Com a resultat, actualment es considera que ha estat destruït, encara que les restes semblen haver sobreviscut durant algun temps com una pluja de meteors, els Andromèdids.

## Descobriment
El cometa va ser registrat per primera vegada el 8 de març de 1772 per Jacques Leibax Montaigne; es trobava a Llemotges i el va seguir amb telescopi durant 29 dies, ja que era invisible a simple vista. El cometa va passar a prop de la Terra el 13 de març, a 0,62 ua. Durant la mateixa aparició va ser descobert independentment per Charles Messier.
També va ser registrat el 1805 per Jean-Louis Pons des de l'Observatori de Marsella, però no va ser reconegut com el mateix objecte. La seva magnitud es trobava entre 4 i 5, i aparentment no tenia cua. Va passar a 0,04 ua de la Terra el 9 de desembre i, segons els càlculs de Friedrich Wilhelm Bessel, va passar al periheli el 2 de gener de 1806. Heinrich Olbers assenyala una correspondència entre els càlculs de Bessel i els elements orbitals del cometa descobert per Leibax Montaigne el 1772. Carl Friedrich Gauss recalcula els elements d'aquest últim i adquireix la certesa que és el mateix cometa que el descobert per Jean-Louis Pons.
Després de l'aparició de 1805, Gauss (1806) i Bessel (1806) van fer diversos intents per calcular una òrbita definitiva. Gauss i Olbers van assenyalar una similitud entre els cometes de 1805 i 1772, però no van poder provar una relació.

## Confirmació com a cometa periòdic
Va ser Wilhelm von Biela, un oficial de l'exèrcit que treballava a la ciutat-fortalesa de Josefstadt (Alemanya), que va observar el cometa durant el seu apropament de periheli de 1826 (el 27 de febrer) i va calcular la seva òrbita, descobrint que era periòdic amb un període de 6,6 anys. En aquella època era només el tercer cometa conegut com a periòdic, després dels cometes Halley i Encke. El cometa va rebre el seu nom en honor de Biela, encara que inicialment va haver-hi alguna controvèrsia a causa d'un descobriment posterior, però independent, de Jean-Félix Adolphe Gambart, que també va proporcionar la primera prova matemàtica que va relacionar els cometes de 1826 i 1805 (les cartes de Biela i Gambart es van publicar al mateix número de l'Astronomische Nachrichten). Un tercer reclam va ser plantejat per Thomas Clausen, que havia relacionat independentment els cometes.
El cometa va aparèixer tal com es va predir durant la seva aparició de 1832, quan va ser recuperat per primera vegada per John Herschel el 24 de setembre. Els elements orbitals i les efemèrides calculades per Olbers per a aquest retorn van crear una sensació popular, ja que van demostrar que la cua del cometa probablement passaria per l'òrbita terrestre durant un acostament el 29 d'octubre. En els mitjans de comunicació del moment s'anunciava la probable destrucció de la Terra, sense tenir en compte el fet que la Terra mateixa no arribaria a aquest punt fins al 30 de novembre, un mes més tard, com va assenyalar Francesc Joan Domènec Aragó en un article dissenyat per aturar els temors populars. Malgrat això, el fet que el cometa Biela fos l'únic cometa conegut que creuava l'òrbita de la Terra era fàcil fer-lo d'interès particular, tant per als astrònoms com per a la resta de la gent, durant el segle xix.
L'aparició de 1839 va ser extremadament desfavorable i no es van fer observacions, ja que el cometa mai es va apropar a menys de 1,8 ua de la Terra. Durant el 1839, el cometa mai no va tenir una elongació solar superior a 50 graus.

## Desintegració
El cometa va ser recuperat el 26 de novembre de 1845 per Francesco de Vico, astrònom de l'Observatori Vaticà. Al principi es va observar una petita nebulositat, però les observacions posteriors van mostrar que li havia passat alguna cosa notable. Matthew Fontaine Maury, observant el 14 de gener de 1846, va assenyalar que hi havia un aparent company que es trobava a 1 minut d'arc al nord del cometa. Després d'aquest anunci, molts astrònoms van començar a observar el cometa i van observar que els dos elements (normalment denominats «Cometa A» i «Cometa B» en la nomenclatura moderna) es van alternar en brillantor, desenvolupant cues paral·leles a mesura que s'apropaven al periheli. Algunes observacions van indicar una «arcada de la matèria cometària» que s'estenia entre els dos nuclis, la qual cosa podria suggerir que el cometa s'havia dividit en moltes més peces que dues, però simplement eren massa febles per ser observades individualment.
El pare Angelo Secchi va recuperar el «Cometa A» el 26 d'agost de 1852 des de l'Observatori Vaticà. Finalment, es va localitzar el «Cometa B» el 16 de setembre i, novament, els dos nuclis es van alternar en brillantor durant el període d'observació. El «Cometa A» es va detectar per última vegada en aquesta aparició el 26 de setembre, i el «Cometa B» el 29 de setembre, en tots dos casos per Otto Wilhelm Struve. Els càlculs orbitals posteriors van indicar que els nuclis s'havien dividit al voltant de 500 dies abans de l'aparició de 1845, encara que un treball més recent ha determinat que es va poder haver produït prop de l'afeli a finals de 1842.
Cap de les dues parts van aparèixer en els seus retorns periòdics previstos el 1859 (en qualsevol cas, una tornada desfavorable per a la visualització), 1865 i 1872. No obstant això, el 27 de novembre de 1872 es va observar una brillant pluja de meteors (3.000 meteors per hora) que va irradiar des de la part del cel on era previst que el cometa creués el setembre de 1872. Aquesta era la data en què la Terra es va creuar la trajectòria del cometa. Aquests meteors es van són coneguts com els Andromèdids o els «Bielids» i sembla que es van produir per la ruptura del cometa. Els meteorits es van veure de nou en ocasions posteriors durant la resta del segle xix, però actualment s'han esvaït, probablement a causa de la interrupció gravitacional dels filaments principals.

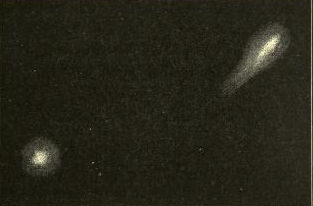
Els dos components de Biela, «Cometa A» i «Cometa B», dibuixats per Angelo Secchi, 1852
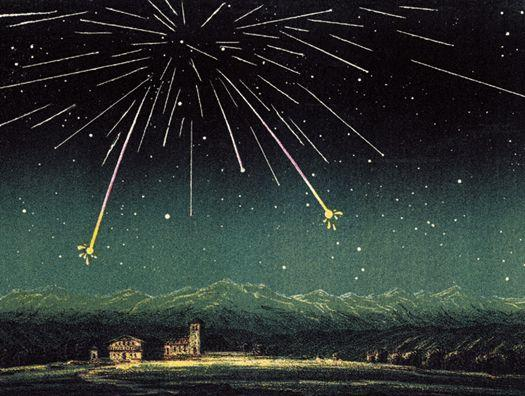
Els Andromèdids o «Bielids», tal com es van veure a la nit del 27 de novembre de 1872. Aquesta pluja va durar unes 6 hores i el radiant corresponia a la constel·lació d'Andròmeda
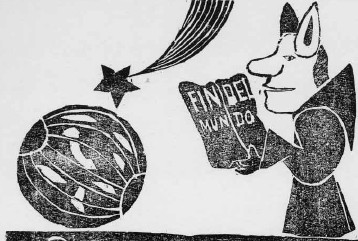
El cometa de Biela va ser objecte de diversos pànics sobre aproximacions a la Terra. Una il·lustració d'un diari de Xile de 1877 va subtitular «L'impacte inevitable de la Terra amb el cometa Biela»

## Possibles observacions i recerques
No obstant això, durant els retorns de 1865 i 1872 hi va haver observacions poc concloents. Charles Talmage, que va utilitzar les efemèrides proporcionades per John Russell Hind, va afirmar haver observat breument un objecte nebulós aproximadament a la posició adequada al novembre de 1865. James Buckingham també va observar dues nebulositats el 1865 després d'estudiar les prediccions de Hind, però posteriorment Hind va afirmar que era poc probable que fos el cometa Biela, ja que eren molt més junts que els dos components del cometa. Una observació desconcertant registrada com X/1872 X1, vista per N. R. Pogson a finals de 1872 des de l'Observatori de Madras, també va ser especulada com una recuperació del cometa Biela, encara que una vegada més es va demostrar que era poc probable.
Malgrat l'aparent destrucció del cometa, hi va haver diverses recerques durant el segle xx. Brian Geoffrey Marsden i Zdeněk Sekanina van intentar calcular una òrbita probable per a les parts restants del cometa; va ser durant una cerca amb els càlculs de Marsden que Luboš Kohoutek va descobrir el cometa Kohoutek. S'ha calculat que la massa dels residus que queden al conjunt de meteors dels Andromèdids encara és molt inferior a la massa total del cometa. Tenint en compte que és més probable que la principal pèrdua de massa es produeixi prop de l'afeli abans de l'aparició de 1845, sembla possible que el «Cometa A», almenys, encara existeixi com un cometa «inactiu».
Hi ha hagut diversos intents d'identificar objectes descoberts posteriorment com a cometa Biela o com a romanent d'aquest. L'astrònom alemany Karl Ristenpart va intentar provar diverses vegades una relació amb el cometa ara conegut com a 18D/Perrine-Mrkos, que tenia una òrbita molt semblant al cometa Biela, a part d'un diferent argument de periheli. Malgrat això, no es va poder demostrar cap relació i Perrine-Mrkos, un objecte intrínsecament feble, s'ha perdut des de llavors. El cometa 207P/NEAT (P/2001 J1), descobert el 2001 per la NEAT, també es va trobar que tenia una òrbita similar al cometa Biela, i es va pensar inicialment que era relacionat amb ell.

## Impactes de meteorits
De vegades, Biela ha estat proposada com a font d'impactes meteòrics a la Terra.
Una teoria marginal relaciona diversos incendis majors que es van produir simultàniament a Amèrica, incloent el Gran incendi de Chicago i l'Incendi de Peshtigo, afirmant que van ser causats per fragments del cometa Biela que van impactar contra Terra. La teoria va ser proposada per primera vegada per Ignatius L. Donnelly el 1883, i va ser ressuscitada en un llibre de 1985 i explorada més endavant en un document científic inèdit de 2004. Tanmateix, els experts discuteixen un escenari semblant; els meteorits, de fet, són freds al tacte quan arriben a la superfície de la Terra i no hi ha informes creïbles sobre cap incendi en cas que hagi estat iniciat per un meteorit. Tenint en compte la baixa resistència a la tracció d'aquests cossos, si un fragment d'un cometa gelat colpejés la Terra, el resultat més probable seria que es desintegrés a l'atmosfera superior, provocant una explosió semblant a la de l'esdeveniment de Tunguska.
El 27 de novembre de 1885, un meteorit de ferro va caure al nord de Mèxic al mateix temps que va haver-hi un esclat de la pluja de meteors dels Andromèdids (15.000 meteors per hora). El meteorit de Mazapil ha estat atribuït de vegades al cometa, però aquesta idea ha estat descartada des de la dècada del 1950, ja que no es creu que ocorren els processos de diferenciació necessaris per produir un cos de ferro en els cometes.

## La importància del cometa Biela en la història del concepte d'èter lluminós
El cometa de Biela (i el comet Encke) va tenir un paper en el concepte (actualment desacreditat) de l'èter lluminós; es creia que la seva òrbita disminuïa per l'arrossegament d'un èter a través del qual orbitava.

L'èter lluminós es va hipòtesi que la Terra es mou a través d'un «medi» d'èter que porta llum